# У місто входити не можна
«У місто входити не можна» — радянський чорно-білий художній фільм 1929 року, режисера Юрія Желябужського. Фільм був досить популярним наприкінці 1920-х років в СРСР.

## Сюжет
Дія фільму розгортається в роки першої п'ятирічки. У Москву таємно приїжджає білоемігрант, син відомого вченого Борис Кочубей, який вважався загиблим. В одну з ночей він разом з другом проникає в квартиру професора. Професор, дізнавшись про зраду Бориса, повідомляє про його приїзд в прокуратуру. Під час спроби арешту шпигуни гинуть.

## У ролях
- Леонід Леонідов —  професор Кочубей
- Костянтин Еггерт —  Борис Кочубей
- Олександра Тоїдзе —  Ірина
- Борис Тамарін —  поручик Фогель
- Георгій Ковров —  Собінов
- Олександр Громов —  революціонер
- С. Герц —  Кока, онук професора
- Марина Ладиніна — епізод

## Знімальна група
- Режисер — Юрій Желябужський
- Сценарист — Олександр Ржешевський (Ржешевський зняв своє прізвище з картини і «питому вагу її цілковито поклав на рахунок Желябужського»)[1]
- Оператори — Юрій Желябужський, І. Дмитрієв
- Художник — Сергій Козловський